# Pagode romântico
O pagode romântico ou pagode paulista é um estilo de pagode (uma divisão do samba) e originado no início dos anos 90 na cidade de São Paulo.
Esse subgênero se tornou um fenômeno comercial, com o lançamento de dezenas de artistas e grupos como Art Popular, Exaltasamba(na fase Chrigor), Negritude Junior, Raça Negra, Só Pra Contrariar, Os Travessos, Soweto, entre outros. Sua massificação nas emissoras de rádios e TVs ajudou a melhorar a arrecadação de direitos autorais e fez com que as músicas norte-americanas ficassem em segundo lugar em arrecadação durante toda essa década.

## História

### Como tudo começou
Após anos de grande sucesso, em que os pagodeiros tradicionais invadiram os canais de comunicação, venderam muitas cópias de seus discos, fizeram diversos shows e se tornaram conhecidos nacionalmente, começou o declínio da popularidade de músicos, ao mesmo tempo em que uma vertente mais romântica do pagode o outros estilos assemelhados cresciam como itens preferidos do público. Na esteira do exemplo do pagode, que atingiria grande sucesso comercial, alguns grupos começaram a lançar novidades mais híbridas. Embora alguns raros sambistas “tradicionais” também tivessem abocanhado fatias desse bolo, grande parte dos bem-sucedidos dos anos 1990 era constituída pelos então denominados “pagodeiros paulistas”, constelação de grupos musicais originados na periferia de São Paulo, cujos membros apresentavam certa semelhança em seus atributos sociais. Em geral, tratava-se de jovens suburbanos do sexo masculino, nascidos entre as décadas de 1960 e 1970, que ocupavam posição social precária, isto é, que se encontravam destituídos de  educação formal, formação profissional e emprego fixo, além da situação financeira desfavorável. Todos eles, no mais, compartilhavam o entusiasmo em suas adolescências com as produções dos sambistas cariocas dos anos 1980.
À imagem e semelhança desses sambistas do Rio – os tradicionais “pagodeiros”, conforme a imprensa e os pares estabelecidos os classificaram nos anos 1980 –, os debutantes paulistas organizaram seus próprios grupos: incorporavam os mesmos instrumentos musicais consagrados pelos ídolos, no caso, o tantã, o repique de mão e o banjo – causadores de certa desconfiança nos membros mais tradicionais daquele meio –, que sucediam os instrumentos mais tradicionais surdo, tamborim e cavaquinho. O uso exacerbado de instrumentos musicais eletrificados nos arranjos, o flerte e a mescla nas composições com estilos musicais execrados pelos tradicionalistas, como o charme, o rap e sertanejo, a inserção recorrente de motivos românticos nos versos e as extravagâncias nas maneiras de se vestir, de se apresentar e de se portar constituíram um conjunto de elementos a suscitar a fúria dos artistas conhecidos da música popular e de seus porta-vozes.
Durante todo o tempo em que os representantes dessa nova vertente do pagode estiveram em evidência, houve verdadeira avalanche de reprovações e chamadas à ordem em meio às crônicas de figurões da crítica dos cadernos culturais de periódicos de São Paulo e do Rio de Janeiro. Artistas como Chico Buarque, Monarco, Dona Ivone Lara e Nei Lopes uniram suas vozes ao reproche geral da imprensa especializada, isolando-os de vez do que era conhecido como “boa” música popular. Por outro lado, os novatos continuaram a se virar midiática e monetariamente, guiados por seus empresários, espécies de taumaturgos na arte de promover desconhecidos ao estrelato, lucravam além da conta por meio da alta exposição a que se submetiam.
Um indicativo das proporções tomadas por esta cena musical é a ocorrência de dois programas de televisão  exclusivamente dedicados, aos sábados, aos artistas do novo pagode (Ligação, na TV Gazeta e Samba, Pagode e Cia. na líder nacional de espectadores, Rede Globo), ao menos sete estações de rádio FM em São Paulo transmitiam em cerca de 80% de suas programações canções de pagode (Gazeta FM, Cidade FM, FM, 105, Rádio Bandeirantes, Rádio Tropical e Rádio Tupi, sendo que a campeã geral de audiência era uma delas, a Transcontinental), quatro revistas mensais cobriam a vida social e o universo musical dos pagodeiros (revistas Cavaco, Pagodenopé, Revista do Samba e Ginga Brasil), sem falar dos espetáculos ao vivo promovidos em galpões e ginásios esportivos que, com frequência, atingiam a presença de trinta mil pessoas. Além disso, um dos recordes brasileiros de todos os tempos de venda de CD pertence ao grupo mineiro Só Pra Contrariar, que alcançou, com um lançamento de 1997, a impressionante marca de 3,6 milhões de discos. Outros grupos heterodoxos, como os paulistas Katinguelê, Soweto, Negritude Júnior, Os Travessos, Exaltasamba, Pixote etc. ultrapassaram seguidamente a marca de um milhão de CDs vendidos em cada lançamento anual.

### A influência de uma das bandas pioneiras
O grupo Raça Negra foi quem mais tipicamente caracterizou essa nova vertente, que estava destinada a tomar lugar dos pagodeiros "de raiz". O público já estava preparado, porque já existia aquela batida mais suingada que vinha do sul, que o Jobam (maestro arranjador da Banda Raça Negra), e outros compositores já faziam, só que ainda não tinha conseguido colocar em prática, pois não tinha conseguido uma banda até o momento.
Em 1990, Raça Negra aparecia com um perfil romântico que misturava elementos de baladas pop e soul internacionais, música sertaneja e ritmos de samba (Raça Negra, 1990). Além disso, Raça Negra usava bateria, baixo elétrico, saxofones e sintetizadores, fugindo ao padrão "fundo de quintal" estabelecido anteriormente, apresentando também canções com poucas características da tradição do samba e alguns covers de sucessos de rock/pop e de música sertaneja. Eles absorveram o Raça Negra, e saiu em seis meses o disco. A partir desse momento, o "novo" pagode iria se tornar um novo modelo, mais "profissional" e melhor adaptado do que seu predecessor ao ambiente midiático, o que se confirmou após alguns anos com números de vendas muito superiores aos já satisfatórios números do pagode de 1986-87.
A RGE, gravadora experiente na “caça” aos “talentos” suburbanos do segmento do samba-pagode, investiria pesado nessa banda de roupagem musical diferenciada do padrão que ela havia auxiliado a entronizar no mercado da música. No entanto, a gravadora não deixaria de lado o identificador “pagode”, termo assentado, angariador de certo prestígio e êxito comercial, para designar as atividades artísticas da banda Raça Negra. Atuante desde 1983, a Raça Negra havia sido formada no intento de animar churrascos ao final de partidas de futebol de várzea.
A cantora Eliana de Lima deu um pulo no movimento e o Raça Negra pegou a televisão, pois a RGE, tinha uma abertura muito grande com a televisão. A gravadora Som Livre abraçou o Raça Negra e a televisão começou a mostrar o novo pagode. O Raça Negra e a Eliana de Lima frequentemente apareciam nos programas da Xuxa, Faustão e do próprio Gugu.

### O declínio nos anos 2000
O novo pagode, no entanto, começou a degringolar logo à entrada dos anos 2000. Motivos não faltaram para tornar a queda vertiginosa. Cumpre ressaltar que mais e mais grupos não deixavam de ser lançados em um mercado já saturado de artistas a reproduzirem canções, trejeitos e arranjos praticamente idênticos. Ademais, as mesmas racionalização e sede por lucro de parte dos empresários forjaram um efeito singular. Ao perceberem que a “fórmula” do sucesso passava a não mais render, diretores de grandes gravadoras, instituições cruciais ao bom desempenho do movimento, puseram-se a instigar os intérpretes a deixar seus grupos sob a escusa de que eles não recebiam contrapartidas financeiras pelas maiores fama e requisição da imprensa. Como resultado, em curto espaço de tempo os grupos de destaque viram suas referências optarem por se arriscar em discos solo. Tal manobra, no entanto, acabou sendo desastrosa, praticamente o inverso do que esperavam os executivos: poucos cantores lograram amealhar o “carisma” dos antigos grupos; apesar das saídas em massa dos principais componentes, os conjuntos mantiveram-se na ativa.
A vertente comercial e diluída do samba surgida no início dos anos 90 recebeu, de início, entre outras denominações detratoras, o rótulo de “pagode paulista”. Mas o apelido sempre pareceu impróprio, já que a cidade de São Paulo sempre foi certamente a primeira, fora do Rio, a acolher e difundir o bom pagode, aquele consolidado nos anos 80 por diversos artistas.
Mas, por falar nisso, o Rio de Janeiro é o único estado aonde a vertente noventista do pagode continua forte, pois nas demais regiões brasileiras o gênero perdeu espaço para o novo modismo do sertanejo universitário e do funk ostentação.
No Rio, grupos como Imaginasamba, Tá na Mente, Nosso Sentimento, Bom Gosto, Clareou, Pra Valer e outros, mantêm viva a tradição do pagode romântico. Os três primeiros, inclusive, têm um projeto paralelo ao de suas carreiras solo, no qual gravam juntos, chamado Trilogia.
Em meados dos anos 2000, mais ou menos 2004, surgiu em São Paulo um derivado chamado pagode universitário. As letras românticas continuaram, mas também vieram outras mais irreverentes, algumas até com palavrões, como Rosinha (Jeito Moleque) e Eu Quero Me Casar (Inimigos da HP). Os grupos dessa vertente são Sorriso Maroto, Nuwance, Cupim na Mesa, os já citados Jeito Moleque e Inimigos da HP, além do Exaltasamba, originalmente parte do pagode romântico dos anos 1990,ter aderido a essa tendência após a entrada de Thiaguinho em 2003.
O pagode universitário também se destaca pelo seu visual moderno, com bonés, camisas regatas, calça jeans, que destoa muito do visual dos anos 90, que era considerado cafona pelos jovens. Mas muitos adolescentes começaram a gostar de pagode devido a essas mudanças.
Entretanto, o pagode universitário logo entraria em declínio, também.